# آنا کارولینا رستون
آنا کارولینا رستون (به انگلیسی: Ana Carolina Reston) (زادهٔ ۴ ژوئن ۱۹۸۶ - درگذشتهٔ ۱۵ نوامبر ۲۰۰۶) مانکن اهل برزیل بود.
رستون در یک خانوادهٔ متوسط در شهر ژونجیای سائو پائولو به‌دنیا آمد.
در ۱۳ سالگی و پس از برنده‌شدن در یک دوره «رقابت زیبایی محلی» در زادگاه‌اش به حرفهٔ مُدلینگ روی آورد. او در دوران کوتاه فعالیت حرفه‌ای‌اش با شرکت‌های معتبر این صنعت مانند فورد، الیت و لِکیپ در کشورهای چین، ترکیه، مکزیک و ژاپن همکاری کرد و در کمپین‌های تبلیغاتی جورجیو آرمانی ظاهر شد.
در ژانویهٔ ۲۰۰۴ و پس از اولین سفر کاری خارج از کشور که به گوانگ‌ژوی چین انجام داد طی گزارشی به او اعلام شد که به‌عنوان یک مانکن، بیش از اندازه چاق شده‌است و این اتفاق منجر به بروز عارضهٔ بی‌اشتهایی عصبی در رستون شد.
پس از آن وزن او رو به کاهش گذاشت، به‌شکلی که در ۲۵ اکتبر ۲۰۰۶ به‌خاطر نارسایی کلیوی ناشی از تغذیهٔ بد در بیمارستان بستری شد.
رژیم غذایی او در آن دوره به سیب و گوجه‌فرنگی منحصر شده بود و شاخص جرم بدن او به ۱۳/۴ رسیده بود. در هفته‌های بعد بیماری رستون رو به وخامت گذاشت و دچار عفونت عمومی شد.
او ۲۰ روز پس از بستری شدن در بیمارستان، در حالی که با قد ۱/۷۳ سانتیمتر فقط ۴۰ کیلوگرم وزن داشت در سن ۲۱ سالگی درگذشت.
او پس از لوئیزل راموس اروگوئهای دومین مانکنی بود که در سال ۲۰۰۶ و بر اثر عوارض مرتبط با سوءتغذیه از دنیا رفت.